# جون مور (سياسي أمريكي)
جون مور (بالإنجليزية: John Moore)‏ هو سياسي أمريكي، ولد في 1788 في مقاطعة بيركلي في الولايات المتحدة، وتوفي في 17 يونيو 1867. حزبياً، نشط في حزب اليمين. وقد انتخب عضو مجلس نواب لويزيانا وانتخب عضو مجلس النواب الأمريكي.